# Delta Air Lines
Delta Air Lines, Inc. («Де́льта Эр Лайнс»), известная также, как просто Delta (произносится Дельта, NYSE: DAL) — американская авиакомпания, со штаб-квартирой в Атланте, штат Джорджия. Одна из четырёх компаний-основателей авиационного альянса пассажирских перевозок SkyTeam.
Delta Air Lines — крупнейшая авиакомпания мира по трём значимым критериям (размер флота, объём пассажироперевозок и кол-во пунктов назначения), её маршрутная сеть охватывает страны Северной Америки, Южной Америки, Европы, Азии, Африки, Ближнего Востока и Карибского бассейна. В 2009 году Дельта открыла рейсы в Австралию (между Лос-Анджелесом и Сиднеем), что дало ей статус единственного американского перевозчика, связывающего все континенты мира за исключением Антарктиды. Дельта со своими дочерними авиакомпаниями выполняет рейсы в более чем 375 пунктов назначения в 66 странах на пяти континентах, являясь самым крупным в мире авиаперевозчиком на маршрутах через Атлантический океан и единственным, связывающим Соединённые Штаты Америки со странами Африки.
Главный хаб авиакомпании находится в Международном аэропорту Хартсфилда-Джексона (Атланта, штат Джорджия), уверенно занимающем в последние годы первое место в мире по годовому пассажирообороту и количеству операций взлётов-посадок. Основными хабами компании также являются Международный аэропорт Цинциннати/Северный Кентукки, Международный аэропорт имени Джона Кеннеди в Нью-Йорке и Международный аэропорт Солт-Лейк-Сити.
29 октября 2008 года Дельта приобрела 100 % акций другой американской авиакомпании Northwest Airlines. После длительных процедур слияния и переформирования маршрутов компаний ориентировочно к началу 2010 года Дельта стала самым крупным коммерческим авиаперевозчиком мира.

## Структура

### Авиакомпании

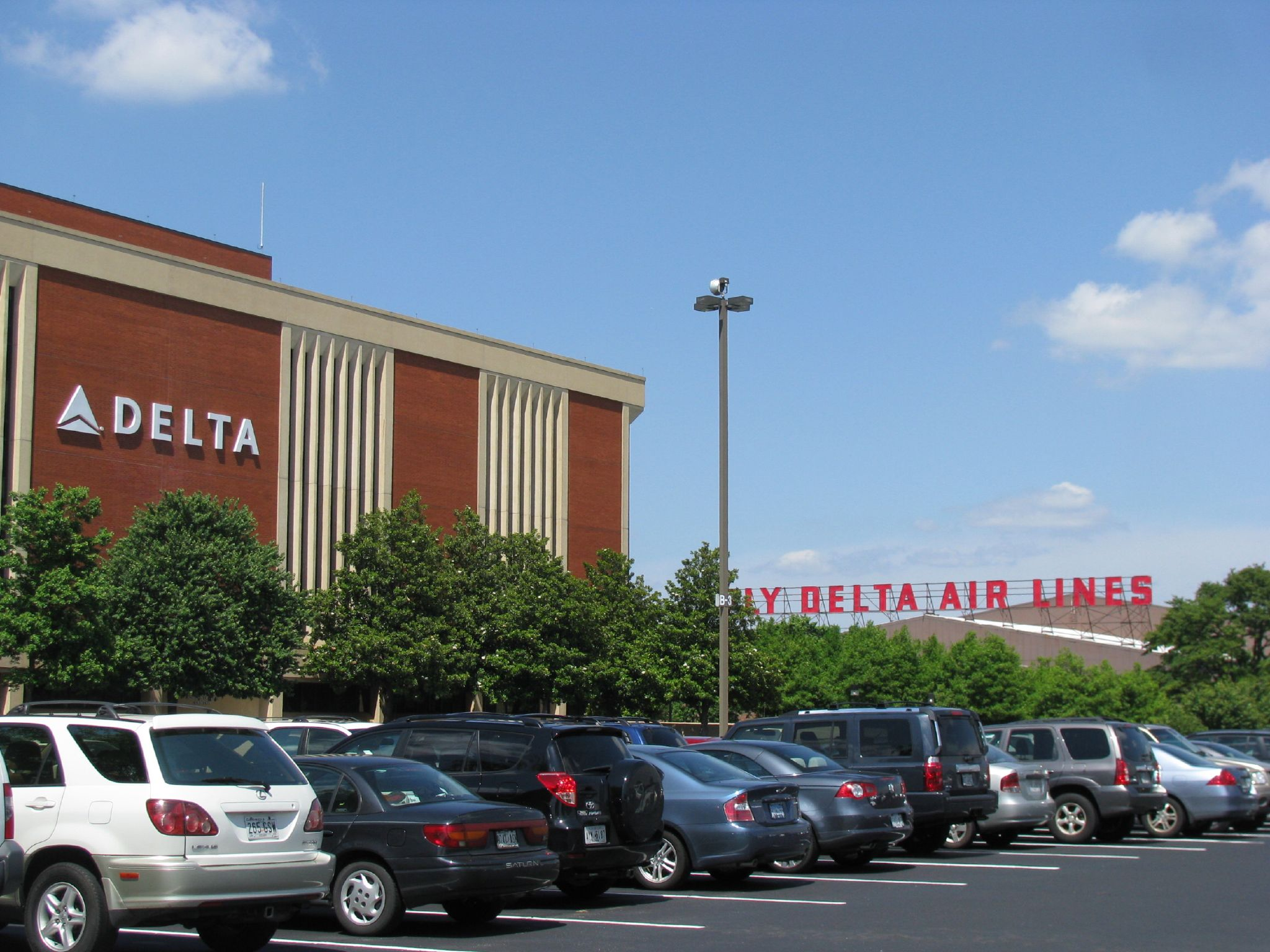
Штаб-квартира авиакомпании Delta Air Lines в Атланте

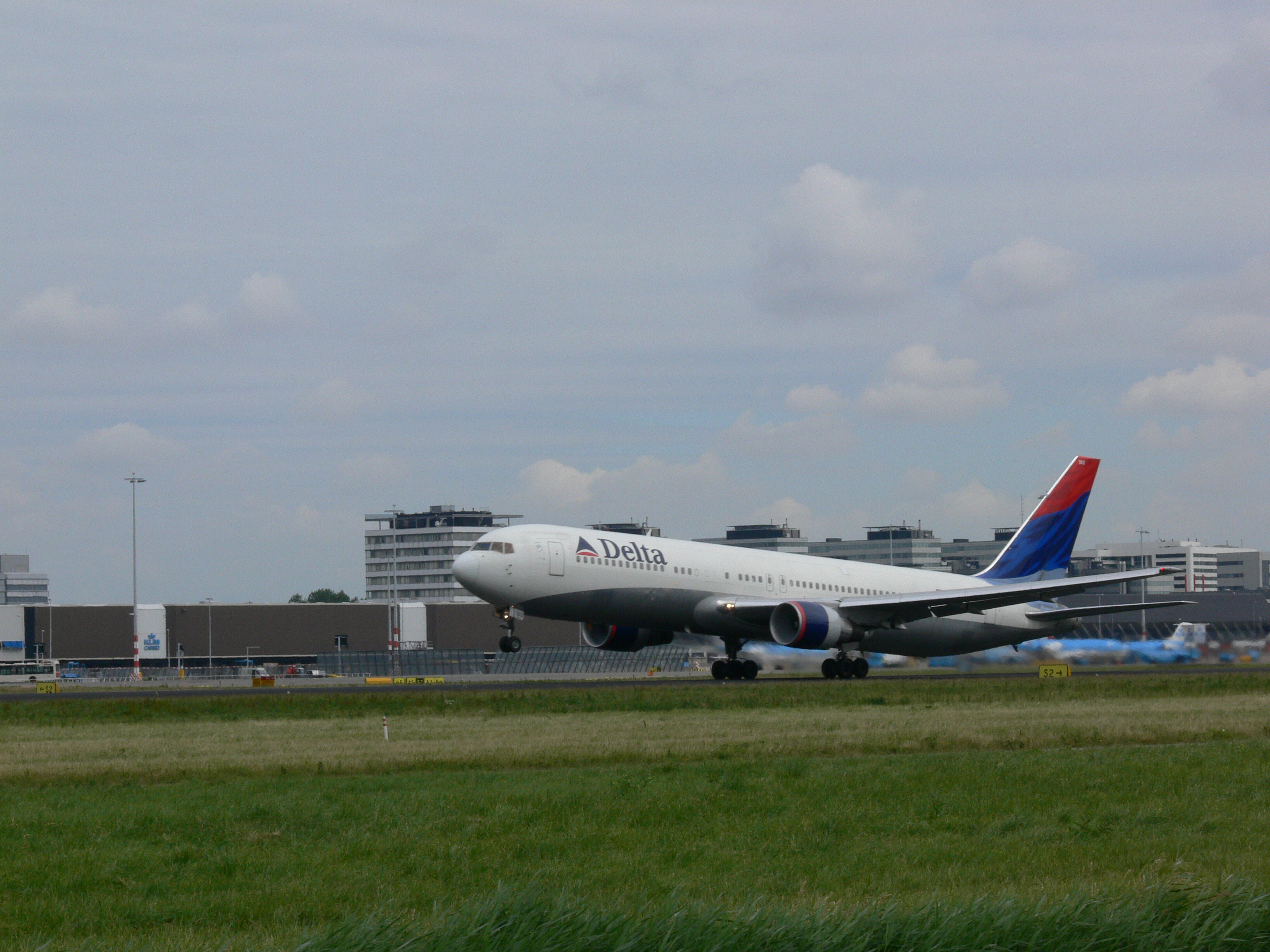
Флагман флота — Boeing 767-300ER

- Delta — собственно сама авиакомпания Delta Air Lines, Inc. с большим количеством внутренних рейсов и дальнемагистральными международными маршрутами.
- Comair — региональное подразделение Дельты, занимающееся ближнемагистральными перевозками в пункты с малой наполняемостью, но высокой частотой полётов.
- Northwest Airlines —   (недоступная ссылка с 10-08-2013 [4358 дней] — история, копия)
- Mesaba Airlines — региональное подразделение Northwest Airlines (NWA), приобретённое вместе с NWA.
- Compass Airlines — региональное подразделение NWA, приобретённое вместе с NWA.

### Остальные подразделения и дочерние компании
- Comair Inc.
- Comair Holdings, LLC
- Comair Services, Inc.
- Crown Rooms, Inc.
- DAL Aircraft Trading, Inc.
- DAL Global Services, LLC

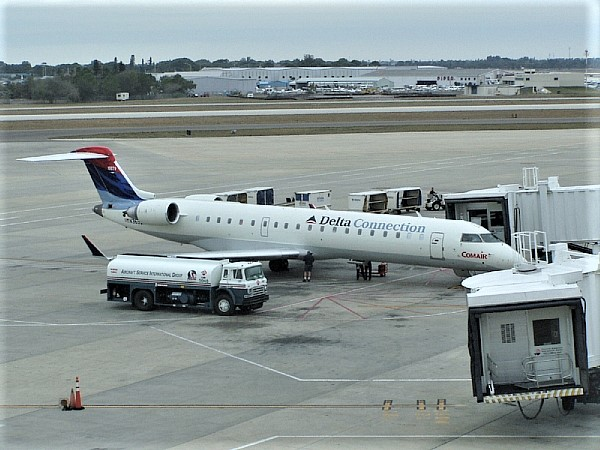
CRJ-700 компании Comair

- DAL Moscow, Inc. — в равном партнёрстве с Аэрофлотом
- Delta AirElite Business Jets, Inc.
- Delta Benefits Management, Inc.
- Delta Cargo — дивизион Дельты, занимающийся грузовыми перевозками.
- Delta Connection — маркетинговый бренд, используемый некоторыми региональными авиакомпаниями, взаимодействующими с хабами Дельты и выполняющими рейсы в пункты назначения с небольшой загрузкой, но высокой частотой полётов
- Delta Connection Academy, Inc.
- Delta Corporate Identity, Inc.
- Delta DASH — служба быстрой доставки малых грузов, подразделение Delta Cargo
- Delta Loyalty Management Services, LLC
- Delta Shuttle — подразделение, выполняющее ближнемагистральные рейсы с высокой частотой полётов на самолётах МакДоннелл Дуглас MD-88s с одноклассной конфигурацией салонов. Обслуживает маршруты Ла Гуардия (Квинс, Нью-Йорк) — Логан (Бостон, Массачусетс) и Ла Гуардиа — Национальный аэропорт им. Рональда Рейгана (Вашингтон, DC). В отличие от авиакомпаний, выполняющих рейсы под брендом Delta Connection, данное подразделение использует операционный сертификат, позывной, коды ИАТА и ИКАО самой Дельты.
- Delta Technology, LLC
- Delta Ventures III, LLC
- Epsilon Trading, Inc.
- Kappa Capital Management, Inc.
- Northwest Airlines — магистральная авиакомпания США, приобретённая Дельтой в 2008 году.
- Regional Handling Services — новое подразделение, созданное для наземного обслуживания самолётов региональных авиакомпаний Comair, Compass Airlines и Mesaba Airlines.[19]
- SkyWest Airlines

### Бывшие дочерние компании
- Song, LLC
- ASA Holdings

### Оставшиеся бренды
В своей деятельности Дельта использует бренды уже несуществующих авиакомпаний:
- Delta Express — создана в октябре 1996 года для конкуренции с авиакомпаниями-дискаунтерами на направлениях туристических перевозок. Компания базировалась в Международном аэропорту Орландо, парк составляли самолёты Boeing 737-200. Delta Express прекратила свою деятельность в ноябре 2003 года после создания авиакомпании Song.
- Song — образована 15 апреля 2003 года для создания конкуренции с JetBlue Airways в базовом аэропорту обеих авиакомпаний — JFK (Международный аэропорт им. Джона Кеннеди, Нью-Йорк). Авиапарк Song состоял из самолётов Boeing 757 с конфигурацией салонов в одноклассной компоновке. Несмотря на успешное продвижение бренда на рынке перевозок северо-западной части Флориды, финансовое состояние компании оставляло желать лучшего, и 1 мая 2006 года Song снова ушла под бренд Delta Air Lines. Салоны некоторых самолётов были трансформированы из одноклассной компоновки в двухклассную (26 первый класс + 158 экономический) и поставлены, в основном, на трансконтинентальные маршруты из Нью-Йорка и Атланты.
- Western Airlines — авиакомпания приобретена Дельтой 16 декабря 1986 года, однако продолжала работать самостоятельно ещё в течение трёх месяцев из-за проблем с профсоюзом служащих Western Airlines.[20] В дело вмешался Верховный суд США, подтвердивший законность сделки по приобретению компании, её новый статус дочерней авиакомпании Дельты и назначивший дату слияния компаний на 1 апреля 1987 года."[21] После поглощения Western Airlines Дельта использует её бывший хаб (аэропорт Солт-Лейк-Сити) в качестве одного из своих главных хабов, а Международный аэропорт Лос-Анджелеса — как основной транзитный аэропорт для туристических рейсов в Мексику.

## Слияние с Northwest Airlines

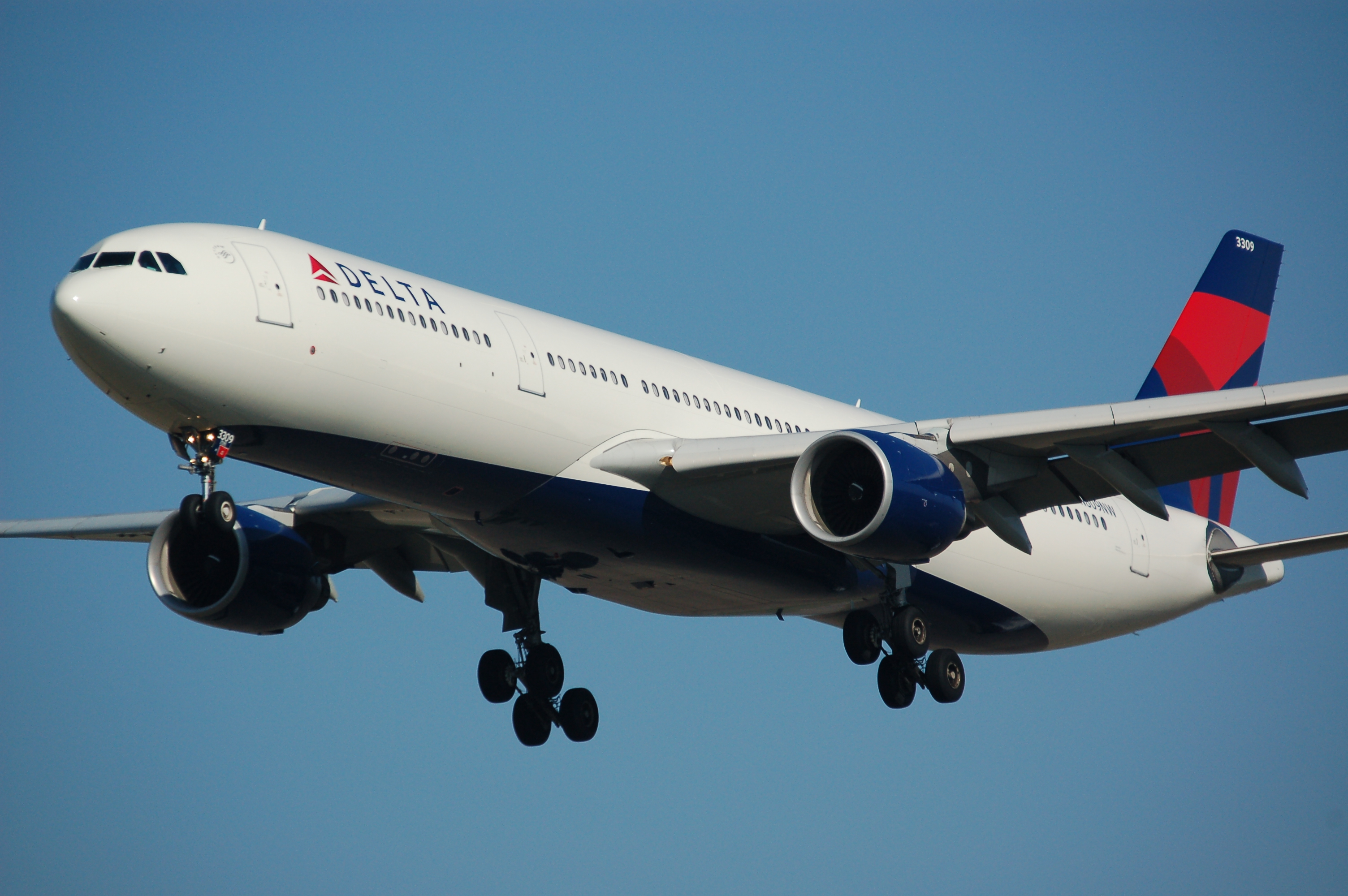
Airbus A330-300 авиакомпании Northwest Airlines уже в ливрее Дельты

Наиболее распространённый логотип, обозначающий слияние Delta Air Lines и Northwest Airlines

После сообщения 15 января 2008 года о возможном слиянии двух магистральных авиакомпаний Delta Air Lines и Northwest Airlines, руководство обоих перевозчиков объявило 14 апреля 2008 года о фактически проведённой сделке по объединению компаний. Стоимость единой корпорации со штаб-квартирой в Атланте составила 17,7 миллиардов долларов США. Кроме того, топ-менеджмент заявил о согласии с требованием профсоюзов пилотов продлить коллективный договор с лётчиками на период до конца 2012 года. В случае подписания документов со стороны профсоюза лётчикам объединённой Дельты отходят 3,5 процента акций авиакомпании.

### Хабы и штаб-квартира
Штаб-квартира объединённой авиакомпании зарегистрирована по адресу 1030 Delta Blvd, Atlanta, GA 30320 и расположена на территории Международного аэропорта Хартсфилд-Джексон (Атланта), в 4,1 километрах от главного входа в здание аэровокзала.
После полного завершения всех процедур объединения двух авиаперевозчиков базовым аэропортом станет Международный аэропорт Хартсфилд-Джексон (Атланта), а главными транзитными узлами (хабами) следующие аэропорты:
Хабы Дельты
Главные хабы:
- Международный аэропорт Хартсфилд-Джексон Атланта
- Столичный аэропорт Детройт округа Уэйн

Хабы в США:
- Международный аэропорт Цинциннати/Северный Кентукки
- Международный аэропорт имени Джона Кеннеди
- Международный аэропорт Мемфис
- Международный аэропорт Миннеаполис/Сент-Пол
- Международный аэропорт Солт-Лейк-Сити

Международные хабы:
- Международный аэропорт Нарита около Токио
- Амстердамский аэропорт Схипхол

Основные пункты назначения:
- Международный аэропорт Лос-Анджелес (международный шлюз)
- Международный аэропорт Сиэтл/Такома

## История

### С 1920-х по 1960-е годы
Авиакомпания Delta Air Lines основана 30 мая 1924 года под именем Huff Daland Dusters в Мейконе, штат Джорджия как филиал компании Huff Daland, специализирующейся на производстве военных самолётов. Новое подразделение занималось распылением ядохимикатов на хлопковых полях Юга США и имело большой успех у фермеров, поскольку первым в мире применяло авиацию для борьбы с сельскохозяйственными вредителями.

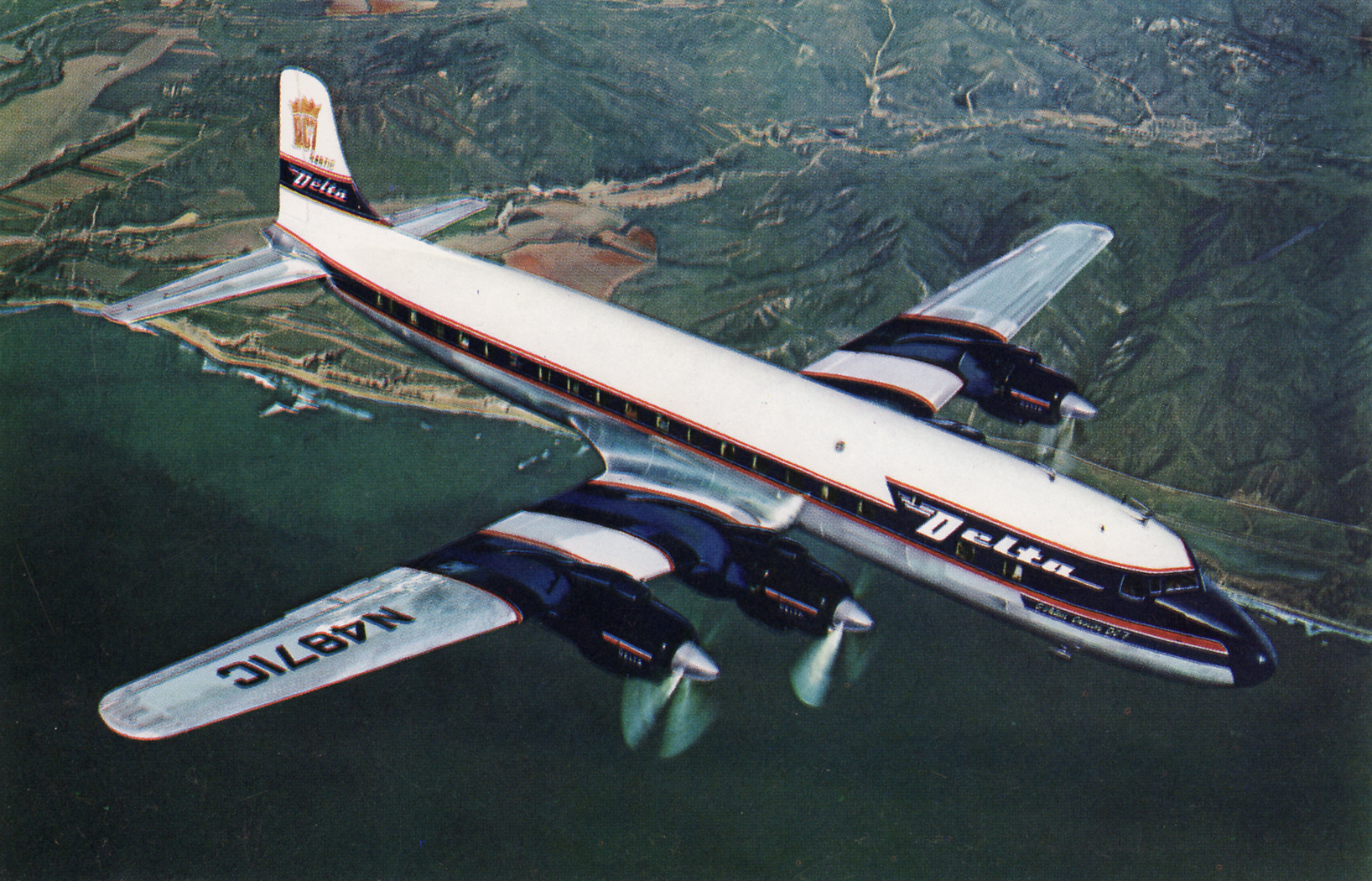
Douglas DC-7 авиакомпании Дельта

В 1925 году штаб квартира Huff Daland Dusters переехала в Монро, штат Луизиана. 13 сентября 1928 года на должность управляющего директора компании был приглашён Коллетт Вуллман (Collett E. Woolman), и авиакомпания сменила своё название на «Delta Air Service». Новым названием авиакомпания обязана дельте реки Миссисипи, над которой проходил маршрут между Далласом штат Техас и Джексоном, штат Миссисипи. Свой первый пассажирский рейс, Даллас — Джексон с двумя промежуточными посадками) Дельта выполнила 17 июня 1929 года.
В 1929 году после обвала фондовых рынков в стране началась Великая депрессия. Пассажирские перевозки перестали приносить прибыль, и Дельта оказалась на грани разорения. Компания продержалась в своём основном бизнесе опыления плантаций до 1933 года, когда правительство США выставило на открытый конкурс большинство заказов на почтовые перевозки внутри страны. Выигранный конкурс позволил Дельте восстановить свои пассажирские перевозки. В августе 1934 года впервые после долгого перерыва был выполнен пассажирский рейс между Чарлстоном, штат Южная Каролина и Форт-Уэртом, штат Техас с промежуточными посадками в городах Колумбия (Южная Каролина), Огаста (Джорджия), Атланта, Бирмингем (Алабама) и Меридиан (Айдахо).
В 1941 году Дельта перенесла свою штаб-квартиру в Атланту и тем самым переместилась в самый центр своей новой маршрутной сети перевозок, а в 1953 году поглотила первую авиакомпанию — Chicago and Southern Air Lines и после этого в течение двух лет летала под брендом Delta C&S.

### 1970-е и 1980-е годы

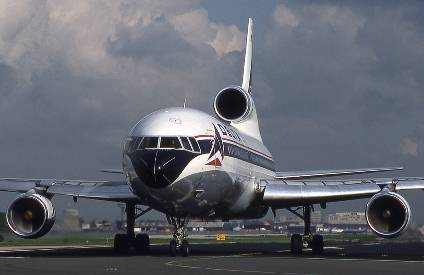
Локхид L-1011

В 1970 году Дельта приобрела пять самолётов Boeing 747 для использования их на новых магистральных маршрутах с высокой плотностью пассажирского потока. Первым из таких маршрутов стал рейс Лос-Анджелес — Даллас — Атланта. Совместно с Pan American Дельта также начала полёты на Boeing-747 в аэропорт Хитроу, однако в связи с замедлением экономического роста в начале 70-х годов исчезла необходимость в использовании столь большого самолёта на данном направлении, и через несколько лет лайнер был продан. Вскоре после этого Дельта совместно с United Airlines взяла в лизинг пять самолётов DC-10 на период поставки заказанных новых Локхид L-1011 Трайстар.
В 1972 году Дельта приобрела авиакомпанию Northeast Airlines в целях расширения своего присутствия на маршрутах в северо-восточной части США, начав тем самым долгую эпоху эксплуатации самолётов Boeing 727.
Ранее заказанные Локхид L-1011 Трайстар поступили в распоряжение авиакомпании в 1973 году и были сразу поставлены на рейсы из Атланты в Лондон, а в следующем году к Лондону добавился Франкфурт. После введения L-1011 объёмы пассажирских перевозок Дельты резко возросли: в августе 1979 года авиакомпания стала первой в мире, перевезшей из одного аэропорта за один месяц более миллиона человек.
Свою первую программу для часто летающих пассажиров авиакомпания запустила в 1981 году. В 1995 году она получила своё нынешнее название SkyMiles.
В 1983 году Дельта получила свой первый Boeing 767-200, который «был оплачен за счёт добровольных взносов работников, пенсионеров и партнёров компании […]». Самолёт оставался флагманом флота авиакомпании до 2006 года, последние два года отлетав в праздничной ливрее в честь 75-летнего юбилея Дельты.
В 1984 году была создана дочерняя авиакомпания Delta Connection. В этом же году на Локхид L-1011 Дельта открыла маршруты на Гавайские острова, аэропорт Гонолулу. Именно на Локхидах L-1011 авиакомпания впервые предложила телефонную связь с борта самолёта через Airfone.
В 1986 году Дельта получает статус Официальной авиакомпании Мира Уолта Диснея и сохраняет его до прекращения партнёрских отношений с The Walt Disney Company в конце 90-х годов.
В 1987 году авиакомпания Дельта объединилась с лос-анджелесским авиаперевозчиком Western Airlines с его хабами в Лос-Анджелесе и Солт-Лейк-Сити. В результате этих слияний и поглощений Дельта становится четвёртой по величине авиакомпанией США и вошла в пятёрку крупнейших авиакомпаний мира.

### 1990-е годы
Наиболее сильное расширение деятельности Дельты периода 90-х годов произошло в 1991 году с приобретением прав на европейские маршруты (кроме рейсов Майами-Лондон, Майами-Париж и всех рейсов во Франкфурт) обанкротившейся авиакомпании Pan American. В результате этих событий компания получила крупнейшие трансатлантические направления, 21 самолёт Airbus A310 и терминал 3 в аэропорту им. Джона Кеннеди в Нью-Йорке. Тем самым Дельта стала (и остаётся на сегодняшний день) самым крупным авиаперевозчиком через Атлантику как по числу перевозимых пассажиров, так и по количеству выполняемых рейсов.
В качестве одного из условий оказания финансовой поддержки банкроту Pan American Дельта получила право использовать её бренд на трансатлантических рейсах. Несмотря на то, что бренд Pan American в то время был значительно более узнаваем в Европе, чем её собственный, Дельта этим правом не воспользовалась ни разу. После завершения передачи активов между авиакомпаниями Дельта прекратила финансовую помощь Pan American, что привело к окончательному прекращению операционной деятельности обанкротившейся авиакомпании 4 декабря 1991 года.
Нарушение достигнутых договорённостей о финансовой поддержке, которая позволила бы Пан Американ продолжить свою деятельность послужило основанием для иска против Дельты на сумму более 2,5 млрд долларов США, поданного 9 декабря 1991 года комитетом кредиторов авиакомпании. Вскоре после этого коллективный иск подала и большая группа бывших сотрудников Pan American. Дельта сумела объединить эти два иска в один и добиться переноса рассмотрения консолидированного иска из Нью-Йорка в Атланту. Более того, удалось предотвратить рассмотрение иска судом присяжных, в котором по мнению адвокатов компании и журнала Business Week дело было бы проиграно. В результате судебных разбирательств суд Атланты отклонил поданные иски.
Дельта получила права на практически все трансатлантические маршруты, включая и рейс Детройт — Лондон, несмотря на протесты авиакомпании Northwest Airlines (аэропорт в Детройте являлся главным хабом NWA). В дальнейшем Northwest Airlines предприняла попытку выкупить маршрут Балтимор — Лондон у авиакомпании US Air (в настоящее время US Airways) за 5 млн долларов и передать его в Детройт, но в конечном итоге этот маршрут был выкуплен Дельтой в 1995 году по неофициальным данным за 32 млн долларов.
В 1995 году, следуя первому примеру авиакомпаний Qantas и American Airlines, Дельта создаёт пакет код-шеринговых соглашений с авиакомпаниями Swissair, Sabena и Austrian Airlines, получивший название Atlantic Excellence и продержавшийся до 2000 года, а также вступает в соглашение о код-шеринге с Air France, впоследствии преобразованное в глобальный альянс SkyTeam.
В течение 1990-х годов помимо своих четырёх главных хабов (Атланта, Цинциннати, Даллас и Солт-Лейк-Сити) Дельта использовала дополнительный хаб в Портленде для выполнения рейсов в страны Азии на самолётах Локхид L-1011 и MD-11. Рейсы из Портленда осуществлялись в Бангкок, Фукуоку, Гонконг, Манилу, Нагою, Сеул, Тайбэй и Токио. В настоящее время все рейсы в Азию из Лос-Анджелеса и Портленда прекращены, однако в связи с приобретением Northwest Airlines будут возобновлены 3 июня 2009 года и заменят рейсы NWA. Рейсы в Азию выполняются Дельтой из главных хабов в Атланте и Нью-Йорке на направлениях в Мумбаи, Токио, Сеул и Шанхай.
В 1996 году Дельта стала официальным партнёром XXVI летних Олимпийских игр в Атланте.
В 1998 году Дельта и United Airlines разработали проект партнёрских соглашений, который включал в себя взаимное признание программ часто летающих пассажиров SkyMiles и Mileage Plus. Данное соглашение позволило бы пассажирам — участникам этих программ зарабатывать бонусные мили на рейсах обеих авиакомпаний и использовать их также на любых рейсах Дельты и United Airlines. Однако в итоге партнёрство двух авиакомпаний закончилось разрывом отношений в 2003 году и послужило дальнейшему расширению альянса SkyTeam.
Альянс SkyTeam был создан в 2000 году авиакомпаниями Дельта, Aeromexico, Air France и Korean Air.

### Начало 2000-х: замена флота

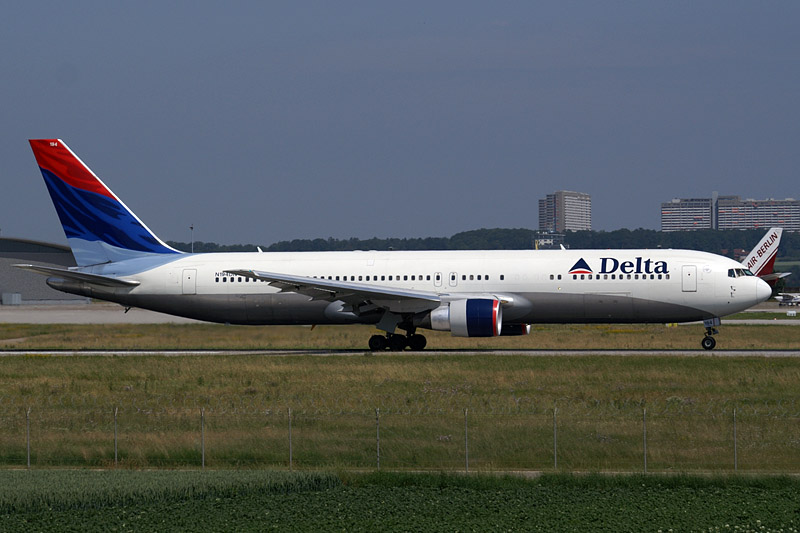
Boeing 767—300

В начале 2000-х годов в целях оптимизации расходов на обслуживание и снижения расходов на топливо авиакомпании начали выводить из эксплуатации трёхдвигательные самолёты (трайджеты) и заменять их двухдвигательными (твинджеты).
Трайджет Локхид L-1011 многие годы являлся основной рабочей силой Дельты, флот Дельты насчитывал до 56 самолётов этого типа. Последний L-1011 (N728DA) был выведен из эксплуатации 31 июля 2001 года, выполнив свой завершающий рейс № 1949 Орландо — Атланта. Флот L-1011 в основном был заменён двухдвигательными самолётами Boeing 767-400.
Многие авиакомпании в 2003 году заменили Боинги 727 на более новые твинджеты Боинги 737—800.
Завершающий рейс MD-11 Дельты № 56 был выполнен 1 января 2004 год из токийского аэропорта Нарита, вылетев в 16:45 местного времени и прибыв в Атланту в 15.20 также по местному времени. MD-11 в основном заменили новейшие Boeing 777-200ER. 23 сентября 2004 года представитель авиакомпании подтвердил факт продажи восьми MD-11 авиаперевозчику Federal Express, остальные MD-11 были проданы либо World Airways для чартерных перевозок либо переделаны в грузовой вариант для UPS Airlines.
Воздушный флот Дельты в настоящее время состоит из твинджетов за исключением Boeing 747 авиакомпании Northwest Airlines. Дельта является крупнейшим в мире эксплуатантом самолётов Boeing 767.

### Банкротство
В 2004 году Дельта предприняла попытку избежать банкротства и объявила о реструктуризации компании, включая сокращение рабочих мест и введение около ста новых рейсов из Атланты, в результате чего главный хаб авиакомпании должен был заработать в более ритмичном режиме в течение всего дня. Это начинание Дельты было известно как «Операция ClockWork». Кроме этого, в середине 2004 года авиакомпания объявила о закрытии своего хаба в Международном аэропорту Даллас/Форт-Уэрт, что и было сделано 31 января 2005 года. В кризисный период пилоты авиакомпании согласились на снижение почасовой ставки оплаты труда на 32,5 % для того, чтобы предотвратить грядущее банкротство компании.
5 января 2005 Дельта вносит радикальные изменения (SimpliFare) в свою тарифную политику, поскольку цены авиакомпании на тот момент выше средних по стране минимум на 50 %, новые цены составили 499 долларов в экономическом и 599 долларов в первом классе на рейсах внутри страны. Однако, из-за сохраняющихся высоких цен на топливо, в июле 2005 года компания была вынуждена снова поднять тарифы на 100 долларов: до 599 и 699 долларов в экономическом и первом классах соответственно. Тарифы авиакомпании постоянно находятся в стадии изменения вкупе с динамичным изменением цен на блоки мест с самыми низкими тарифами. Дельта также ввела в действие систему «подтверждения в любой день», используя которую пассажир за 25 долларов мог перебронировать своё место на другой рейс. В августе 2007 стоимость этой услуги выросла до 50 долларов.
В том же 2005 году авиакомпания вводит новый беспосадочный рейс Атланта-Пекин, который начинает выполняться в марте 2006 года. Однако в дальнейшем права на обслуживание китайских маршрутов отходят авиакомпаниям American Airlines и Continental Airlines, выполняющим прямые рейсы из своих хабов в Чикаго и Ньюарке соответственно.
15 августа 2005 года Дельта, вместе с подачей сведений в Федеральную Комиссию по торговле ценными бумагами, объявила о завершении сделки по продаже своего подразделения Delta Connection — Atlantic Southeast Airlines (ASA) авиакомпании SkyWest. Сумма сделки составила 425 млн долларов США наличными, сама продажа проходила в рамках попыток Дельты избежать банкротства, поскольку аналитики в один голос утверждали, что SkyWest не может заплатить реальную стоимость ASA, оцениваемую в 700—800 млн долларов США.
7 сентября 2005 авиакомпания объявила о сокращении 26 % своих рейсов из её главного хаба в Цинциннати и переводе рейсов в главные хабы Атланты и Солт-Лейк-Сити. Это решение оставило без работы около 1000 человек. Кроме того, в надежде получения дополнительных прибылей, Дельта заявила о дальнейшем наращивании объёмов перевозок в страны Европы и Латинской Америки.
Все попытки Дельты стабилизировать финансовую ситуацию в конечном итоге привели к тому, что 14 сентября 2005 года впервые за всю свою 76-летнюю историю и на основании 11-й Главы Кодекса США о банкротстве авиакомпания объявила себя банкротом. Задолженность компании составила 20,5 млрд долларов США, из них 10 млрд долларов образовались с января 2001 года.

### Реорганизация
22 сентября 2005 года Дельта объявила о начале проведения ускоренной реструктуризации своих активов, в результате которой расходы компании к 2007 году должны были сократиться до 3 млрд долларов США в год, из них 970 млн долларов — за счёт сокращения издержек по займам, аренде и в результате смены воздушного флота. Оклады работников компании должны были сокращены как минимум на 9 %, причём на 15 % сокращались выплаты руководящему составу и на 25 % генеральному директору Джеральду Гринштейну (Gerald Grinstein).
В декабре 2005 году пилоты авиакомпании согласились на дополнительное временное снижение оплаты труда на 14 %. Кроме того, компания планировала уволить от 7 до 9 тысяч сотрудников при общем штате в 52 тысячи работников.
Что касается своих маршрутов перевозок, авиакомпания запланировала изменить её структуру путём усиления нагрузки на главные хабы в Атланте, Цинциннати, Нью-Йорке и Солт-Лейк-Сити, снизить внутренние перевозки на 20 %, а количество прибыльных международных рейсов (в частности, в страны Карибского бассейна, Европы и Азии) увеличить на 25 %. В 2006 году компания приобрела права на совместные с United Airlines рейсы между Нью-Йорком и Лондоном.
7 марта 2006 года Дельта объявила о сотрудничестве в рамках бренда Delta connection с региональной компанией Mesa Air Group, выполняющей рейсы по всей северо-восточной части страны, тем самым серьёзно увеличив нагрузку на свои магистральные рейсы из главного хаба в Нью-Йорке, а также о введении новых внутренних рейсов из другого главного хаба в Солт-Лейк-Сити.
9 ноября 2006 года авиакомпания пригласила обратно около 1000 ранее уволенных бортпроводников, а также объявила в конце декабря 2006 года о том, что завершила приглашения всех уволившихся ранее пилотов и поэтому впервые за последние пять лет начала набор пилотов со стороны.

### Несостоявшийся захват
В конце 2006 — начале 2007 годов холдинг US Airways Group авиакомпании US Airways озвучил свои намерения приобрести авиакомпанию Delta Air Lines. Объединённая компания получила бы новое название Delta. Предложение позднее было отозвано, поскольку не получило поддержки от основных кредиторов Дельты и было негативно воспринято в её управляющем корпусе.
15 ноября 2006 агентство Блумберг сообщило о попытке US Airways Group поглощения Дельты за 8 млрд долларов, однако генеральный директор Дельты заявил, что в интересах кредиторов авиакомпании будет сохранение её в качестве независимого, самостоятельного перевозчика. В течение следующих дней Дельта активно начала выстраивать защиту от попыток поглощения.
Профсоюз работников авиакомпании крайне скептически отнёсся к заявлениям руководства US Airways о сохранении в случае слияния компаний всех рабочих мест и уверениях в более безопасном будущем объединённой авиакомпании. Сотрудники стали носить наглядную агитацию с призывами сохранить независимость Дельты и устраивать акции по информированию общественного мнения о своём несогласии с предлагаемым поглощением компании.
19 декабря 2006 года, как и ожидалось, Дельта объявила о несогласии с предложенным US Airways вариантом слияния авиакомпаний. Параллельно этому развернулась целая информационная кампания против поглощения Дельты, в которой широко использовались средства массовой информации. На веб-сайтах размещались петиции, цитаты видных диссидентов, все усилия сводились в основном к тому, что объединение компаний приведёт к ухудшению обслуживания пассажиров, возможным увольнениям, неэффективности работы такого крупного перевозчика, большими долгами новой компании, а также практически монополизацией рынка авиаперевозок.
20 декабря 2006 года финансовый консультант авиакомпании — группа Blackstone Group заявила, что рыночная капитализация Дельты после объявления о банкротстве составляет от 9,4 до 12 млрд долларов США, что вполне сравнимо со стоимостью авиакомпании Southwest Airlines и даже более того, с общей капитализацией American Airlines и Continental Airlines вместе взятых. Генеральный директор US Airways Group Дуг Паркер (Doug Parker) заявил, что «самооценке Дельты не хватает убедительности и она нереальна». на что гендиректор Дельты возразил, что «авиакомпания из Темпе — наихудший из всех возможных партнёров для объединения».
10 января 2007 года US Airways повысила предлагаемую цену на 20 % до 10,2 млрд долларов США. Новое предложение действовало до 1 февраля и было продлено до 7 февраля, даты слушания в суде плана проводимой Дельтой реорганизации компании. Дельта ответила заявлением, в котором утверждала, что «… новое предложение не решает все проблемы, поднятые после первоначального предложения US Airways и, по сути, приведёт к увеличению общего долга, который пока ещё составляет 1 млрд долларов США». В этот же день Дельта проводит переговоры с Northwest Airlines и United Airlines, официально отрицая сам факт их проведения.

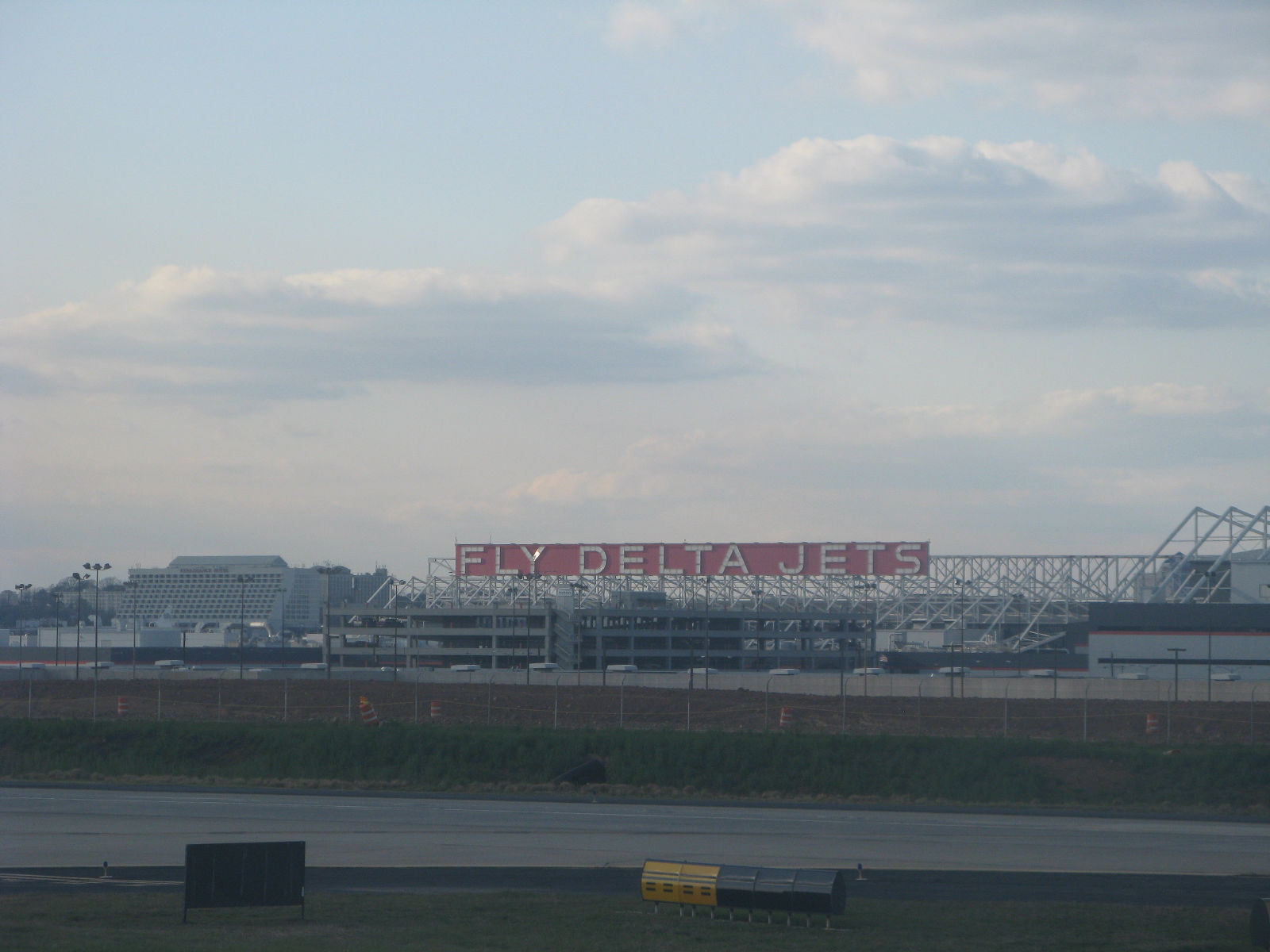
Баннер Дельты в аэропорту Атланты

По сообщению Уолл-стрит джорнал 28 января 2007 года US Airways повысило своё предложение ещё на 1 млрд долларов, однако представители авиакомпании отрицали данный факт.
31 января 2007 года кредиторы Дельты отклонили предложение US Airways по слиянию компаний и US Airways отозвала свою заявку на приобретение Дельты. В тот же день руководители и сотрудники компании собрались, чтобы отпраздновать открытие новой светящейся вывески «Летайте самолётами Дельты» на входе в здание аэровокзала Атланты.

### Выход из банкротства
25 апреля 2007 года судом был одобрен план авиакомпании по выходу из банкротства. Несколько позднее Дельта обнародовала свой новый логотип, имевший много общего со старым логотипом 1970-х и 1980-х годов.
Прежние акции компании были аннулированы 30 апреля 2007 года, а 3 мая на Нью-Йоркской фондовой бирже начали обращение новые акции Дельты. Стартовая цена размещения составила около 20 долларов за акцию, однако инвесторы проявляли осторожность, и к концу торговой недели цена акций упала до 19 долларов за штуку.
После выхода из состояния банкротства Дельта объявила о 50%-ном увеличении рейсов в международном аэропорту Лос-Анджелеса, тем самым увеличив количество рейсов до 99 в день и закрепив статус аэропорта в качестве дополнительного хаба авиакомпании и потенциального узла для азиатских маршрутов.

### Настоящее время
10 мая 2007 года авиакомпания объявила о начале сотрудничества с US Helicopter, выполняющим перевозки между аэропортом им. Джона Кеннеди (Нью-Йорк) и несколькими вертолётными площадками в центре Манхэттена.
21 августа 2007 года Дельта назвала Ричарда Андерсона (Richard Anderson), бывшего генерального директора Northwest Airlines и исполнительного директора United Health Group, кандидатом на пост генерального директора авиакомпании в качестве замены уходящему Джеральду Гринштейну. Андерсон занял пост CEO 1 сентября 2007 года.
14 ноября 2007 года хедж-фонд Pardus Capital Management LP, владеющий 7 млн акций Дельты и 5,6 млн акций United Airlines, обратился к авиакомпаниям с предложением об их слиянии. Несмотря на всю финансовую выгоду от данного предложения, обе авиакомпании несколько раз отказывались от переговоров по вопросу объединения.

### Бывшие хабы
Главные:
- Международный аэропорт О'Хара, Чикаго. С лета 1984 года до начала 1990-х Дельта использовала аэропорт Чикаго для функционирования своего подразделения Delta Flight Center, обслуживающего 13 ежедневных рейсов.
- Международный Аэропорт Даллас/Форт-Уэрт. Выполнялось более двухсот ежедневных рейсов Дельты, зачастую аэропорт выходил на второе место после Атланты по ежедневной нагрузке. Был закрыт как хаб в феврале 2005 года.
- Международный аэропорт Франкфурта. Хаб достался Дельте от авиакомпании Pan American и был закрыт как хаб в 1997 году.
- Международный аэропорт Лос-Анджелеса. Из аэропорта LAX Дельта выполняла до 50 рейсов в день и являлась владельцев 7,7 % его акций, находясь на четвёртом месте в списке совладельцев аэропорта после United Airlines, American Airlines и Southwest Airlines. Дельта планировала сделать LAX своим крупнейшим транспортным узлом, изменила свои планы после энергетического кризиса 2008 года.[58]

Дополнительные:
- Международный аэропорт Мемфиса — небольшой хаб, эксплуатировавшийся с региональным авиаперевозчиком Atlantic Southeast Airlines (ASA) до середины 1980-х годов, когда конкуренция в аэропорту между другими авиакомпаниями стала слишком жёсткой. После этого ASA и Republic Airlines перешли в хаб Дельты в Далласе. Хаб в Мемфисе будет выведен в разряд главных хабов Дельты в связи с её объединением с авиакомпанией Northwest Airlines.
- Международный аэропорт Портленда, штат Орегон) — использовался Дельтой в качестве транзитного узла на азиатских маршрутах. Закрыт как хаб в 2001 году (описан в разделе «Ликвидированные маршруты» в данной статье).

## Персонал
В авиакомпании и её дочерних структурах работает около 75 тысяч человек.
В Дельте около 13 тысяч пилотов, входящих в Ассоциацию линейных пилотов (ALPA). Ассоциация представляет пилотов Дельты с 1940 года.
В компании около 180 флайт-диспетчеров, входящих в Ассоциацию PAFCA.
Остальные сотрудники Дельты, в отличие от других авиаперевозчиков страны, не входят в какие-либо профсоюзы.
18 марта 2008 года авиакомпания объявила о предложении 3 тысячам сотрудников добровольного выходного пособия.
Дельталина (англ. Deltalina) — это прозвище, данное Катерин Ли, стюардессе с 2008 года, и являющейся лицом Видеопрезентации по безопасности на борту.

## Маршрутная сеть
Авиакомпания выполняет полёты в более чем 460 пунктов назначения в 96 странах. Сама Дельта совершает больше 1500 рейсов в день, Delta Connection — около 2500 ежедневных рейсов.
Дельта со своими дочерними предприятиями и другие авиакомпании-члены альянса SkyTeam совершают около 7 тысяч рейсов в течение дня.
с 16 мая 2016 года Delta возобновит полеты в Россию по маршруту Нью-Йорк - Москва.

### Ликвидированные маршруты
Маршруты авиакомпаний в процессе эксплуатации нередко становятся нерентабельными. И хотя Дельта работает главным образом на весьма значимых направлениях, ликвидированных маршрутов у неё тоже немало:
- Рейсы в Азию, включая Бангкок, Гонконг, Сеул (возобновлён из Атланты) и Тайбэй, из Портленда и Лос-Анджелеса на самолётах L-1011 с остановками на дозаправку в Международном аэропорту Анкориджа им. Теда Стивенса.
- С приобретением хаба Pan Am во Франкфурте Дельта получила ряд маршрутов в Сан-Франциско, Орландо, Лос-Анджелес, Вашингтон (округ Колумбия) и Даллас/Форт-Уэрт. Впоследствии хаб был закрыт.
- Рейсы между хабами Дельты Атланты и Далласа/Форт-Уэрта с промежуточными посадками в городах юго-восточной части США были заменены беспосадочными маршрутами. Прекращено использование аэропортов в городах Шривпорт, Монро, Бирмингем и Джексон (штат Миссисипи).
- В 2005 году закрыт хаб в Далласе/Форт-Уэрте.
- Закрыт транзитный хаб в Портленде, служивший в том числе и перевалочной базой для грузовых перевозок Дельты.
- С присоединением авиакомпании Western Airlines Дельта получила около двух тысяч новых рейсов, которые вскоре были значительно сокращены. В числе прочих были закрыты рейсы Токио-Лос-Анджелес с полётами на MD-11 и Лос-Анджелес-Гонолулу, выполнявшийся сначала на DC-10, затем на L-1011 и Boeing 767—400. В 2006—2007 годах Дельта снова вводила в эксплуатацию старые маршруты и снова закрыла большинство из них в 2008 году.

## Флот
Авиакомпания (без учёта лайнеров присоединённой NWA) эксплуатирует самолёты корпорации Airbus, Boeing, включая и самолёты McDonnell Douglas. Дельта одной из последних вывела из действующего флота Boeing 737—200 в 2006 году. На данный момент авиакомпания является крупнейшим в мире эксплуатантом Boeing 757 и Boeing 767, а также обладает вторым в мире после American Airlines парком самолётов McDonnell Douglas MD-80.
Флот Дельты на июль 2021 года (без учёта NWA) состоит из следующих воздушных судов:
1Первый класс предлагается на внутренних линиях. Бизнес-Элит — на трансатлантических, транстихоокеанских и на некоторых рейсах в Южную Америку.

²сервис Wi-Fi, предоставляемый Aircell, будет запущен в полном объёме на внутренних линиях к лету 2009. Сервис Wi-Fi будет предоставляться только на рейсах по 48 штатам США.
По состоянию на май 2020 года средний возраст воздушного парка авиакомпании составлял 14,9 лет.
В конце 1990-х Дельта в числе трёх авиаперевозчиков (Delta Air Lines, American Airlines и Continental Airlies) подписала эксклюзивное соглашение с корпорацией Боинг, однако после поглощения Боингом компании McDonnell Douglas Евросоюз заставил Боинг аннулировать эти соглашения. До приобретения NWA Дельта соблюдала джентльменский договор с Боингом, однако будущие взаимоотношения этих двух компаний остаются неясными, поскольку во флот Дельты переходят аэробусы Northwest Airlines европейского концерна Airbus.
После слияния с NWA флот Дельты пополнился 57 самолётами Airbus A319-100 (плюс 5 в заказе), 70 Airbus A320-200 (2 в заказе), 11 Airbus A330-200, 21 Airbus A330-300, 12 Airbus A350, 50 Boeing 757-200, 16 Boeing 757—300, 16 Boeing 747-400, 67 самолётов McDonnell Douglas DC-9 а также 11 грузовых Boeing 747. В настоящее время авиакомпанией NWA размещён заказ на 18 самолётов Boeing 787.

### Выведенный из эксплуатации флот
* Дельта эксплуатировала McDonnell Douglas DC-10 дважды: первый раз арендуя у United Airlines, второй — с приобретением авиакомпании Western Airlines в 1987 году.
** После получения из Pan American Дельта в течение двух-трёх лет приценивалась к самолёту Airbus A310, который произвёл первоначальное впечатление. Планировался заказ самолётов данной серии, но в конечном итоге A310 были выведены из эксплуатации в середине 1990-х годов.
Дельта и Alaska Airlines являются единственными ныне действующими авиакомпаниями, эксплуатировавшими Convair 880. Данный самолёт до сих пор является самым быстрым дозвуковым пассажирским лайнером, уступающим в скорости только Ту-144 и Конкорду.

## Салон

### Система развлечений
В начале реактивной эры с поступлением самолётов deHavilland Comet IV и Boeing 707 и других, систем развлечений кроме журналов и газет не было вообще. Затем, в 1960-х годах были введены аудиосистемы для трансляции музыки через наушники, которые использовались лишь на нескольких самолётах Дельты. Некоторые первые широкофюзеляжные лайнеры, в том числе и L-1011, имели проекторы для показа фильмов, которые были заменены в начале 1990-х годов на CRT-экраны. Кроме того, CRT-мониторами в проходах салонов стали оснащаться и Боинги 757.
Первую развлекательную систему на базе жидкокристаллических (LCD) мониторов Дельта запустила на самолётах MD-90, а уже в 1999 году компания первой в мире анонсировала размещение на Boeing 777 индивидуальных ЖК-мониторов в спинках впереди стоящих кресел.
Первую цифровую систему развлечений Дельта ввела в 2003 году на рейсах своего дискаунтера — авиакомпании Song. При этом использовалась технология «Видео по запросу (AVOD)» на базе Panasonic eFX. К 2007 году цифровые системы развлечений заменили все прежде установленные, а система Panasonic EFX в настоящее время представлена торговой маркой авиакомпании — Delta on Demand.
В настоящее время аудио- и видеосистемы развлечений используются на всех воздушных судах Дельты, за исключением MD-88 и самолётов Delta Connections. Салоны класса Бизнес-Элит всех лайнеров кроме 777-200LR оборудованы цифровыми системами Panasonic eFX. 48 Боингов 757 трансконтинентальных направлений также имеют на борту систему Panasonic eFX, через которую транслируются программы компании спутникового телевещания Dish Network, в то время, как остальные 757-е других маршрутов оборудуются телевизорами над проходами между креслами.
Системы Panasonic eFX с прямым спутниковым телевещанием также установлены на самолётах других внутренних маршрутов, включая 28 Боингов 737-800, 21 Боинг 767-300 и на новых лайнерах 737-700, введённых на линии в августе 2008 года. Новые самолёты Дельты 777-200LR оборудованы цифровыми системами Panasonic eX2, имеющими большую в сравнении с EFX ёмкость памяти, и более широкими видеодисплеями на пассажирских местах.

### Бизнес-Элит
Бизнес-Элит (BusinessElite) авиакомпании Дельта представляет собой конфигурацию салонов международного бизнес-класса, доступных на самолётах Боинг 767-300ER, 767-400ER, 777-200ER и 777-200LR, а также на принадлежавших ранее American Airlines и TWA Боингах 757—200.
Сидения в классе Бизнес-Элит 767-300ER, 767-400ER и 777-200ER имеют шаг в 1500 мм (60 дюймов), откидываются до 160 градусов в положение лёжа и имеют в ширину 469,9 мм (18.5 дюймов) на 767-х и 533,4 мм (21 дюйм) на 777-200ER. Пассажиры этого класса в течение всего полёта получают бесплатное питание, напитки, алкоголь и бесплатный подарочный комплект. Все сидения оснащены личными терминалами системы развлечений, электророзетками с универсальным портом и складным рабочим столом. На принадлежавших ранее American Airlines и TWA 757-х аналогичная конфигурация пассажирского места в классе Бизнес-Элит была введена только в 2008 году, эти места оборудованы сидениями немецкой фирмы RECARO, имеют размеры 1397 мм в высоту, 508 мм в ширину и имеют встроенные массажёры.
К 2010 году на самолётах 777-200LR Дельта будет предлагать отдельные спальные комнаты (каюты), оборудовать и обставлять которые будет фирма Contour Premium. 5 февраля 2008 года Дельта объявила о своих планах по размещению спальных кают на самолётах 767-400ER с расположением 1-2-1 и вместимостью до 40 штук в классе Бизнес-Элит.

### Первый класс внутренних линий

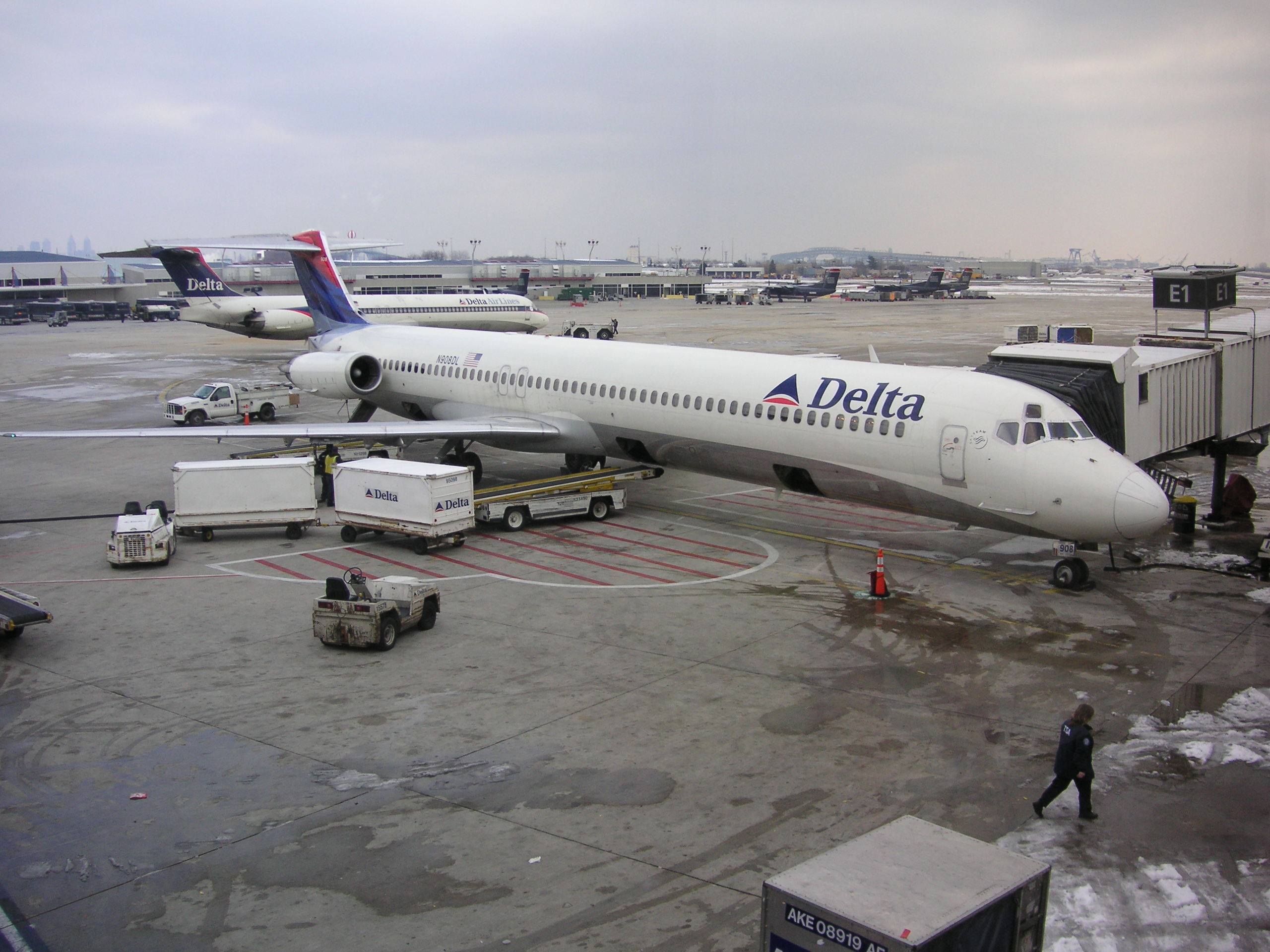
MD-88 в аэропорту Филадельфии

Первый класс предлагается авиакомпанией только на рейсах внутри страны. Сервис первого класса доступен на самолётах Боинг 737—800, 757—200, MD-88, MD-90, а также на самолётах внутренних линий Боинг 767—300 и 767—400. Сидения в первом классе имеют ширину в 469,9-527,1 мм и расположены на расстоянии 939.8-1016 мм друг от друга.
Пассажиры первого класса в течение всего полёта обеспечиваются бесплатным питанием, напитками и алкоголем. Все сидения на 767—400 (для внутренних линий), 737—800 (с винглетами) и трансконтинентальных 737—800 оборудованы электрическими розетками. Дельта намерена в ближайшие годы заменить салоны первого класса всех самолётов 767—400 на салоны класса Бизнес-Элит.

### Экономический класс
Сервис экономического класса предоставляется на всех внутренних и международных рейсах Дельты. Сидения в экономклассе имеют 460 мм в ширину и расположены с шагом между рядами в 840 мм. Кресла экономического класса в нескольких самых новых самолётов 767-300ER и всех лайнеров 767-400ER, 777-200ER и 777-200LR снабжены подвижными подголовниками, а кресла 777-200LR к тому же — механизмом регулировки поддержки поясницы.
Пассажиры экономического класса получают бесплатные напитки и снэки. Приобрести дополнительные порции алкоголя можно за 7 долларов. Питание за дополнительную плату.

## SkyMiles
SkyMiles — программа авиакомпании Дельта для часто летающих пассажиров, созданная в 1981 году как «Delta Air Lines Frequent Flyer Program» и сменившая своё название 1 мая 1995 года. Первым участникам программы сразу зачислялся бонус в 16000 км (10000 миль). В 2006 году программа SkyMiles названа лучшей из лучших программ для часто летающих пассажиров в области делового туризма (Business Travel Awards). Начиная с февраля 2011 года, мили программы SkyMiles не истекают ни при каких обстоятельствах.
В дополнение к своим подразделениям Delta Connection, Delta Shuttle и партнёров по альянсу SkyTeam, условия программы Дельта SkyMiles распространяются на полёты следующими авиакомпаниями:
- Alaska Airlines
- Avianca
- China Airlines
- Hawaiian Airlines[71]
- Singapore Airlines
- U.S. Helicopter

## Код-шеринговые соглашения
По состоянию на август 2008 год Дельта имеет код-шеринговые соглашения со следующими авиакомпаниями:
- American Eagle Airlines
- Avianca
- China Airlines
- Royal Air Maroc

В списке не указаны авиакомпании — партнёры Дельты по альянсу SkyTeam, которые имеют код-шеринговые соглашения в рамках самого альянса.

## Авиационные происшествия
Ниже приводятся авиационные инциденты с самолётами авиакомпании Дельта без учёта её подразделения Delta Connection.
- 22 апреля 1947, Douglas DC-3. Колумбус, Джорджия, США. Самолёт Vultee BT-13, принадлежавший Tuskegee Aviation Institute, буквально «сел» на DC-3, следовавший из Макона в Колумбус. Жертв — 8.[73]
- 10 марта 1948, рейс 705 — Douglas DC-4. Чикаго, США. Самолёт следовал в Майами и разбился в муниципальном аэропорту Чикаго Мидуэй сразу после взлёта. Комиссией установлен факт потери продольного управления самолётом, причины самой потери управления не определены. Жертв — 12 из 13.[74]
- 17 мая 1953, рейс 318 — Douglas DC-3 (бортовой номер N28345). Маршалл, Техас, США. Самолёт следовал из Далласа в Шривпорт и разбился в 21 км к востоку от Маршалла, войдя в грозовой фронт. Жертв — 19 из 20.[75]
- 23 мая 1960, рейс 1903 — Convair 880. Атланта, США. Разбился во время проведения учений, погибли все 4 члена экипажа.
- 30 марта 1967, рейс 9877 — Douglas DC-8 (бортовой N802E). Новый Орлеан, Луизиана, США. Потерпел аварию в ходе проведения учений вблизи Международного аэропорта имени Луи Армстронга. Причиной аварии стала потеря контроля командира-инструктора за действиями стажёра при выполнении захода на посадку с имитацией отказа двух двигателей. Самолёт врезался в жилой массив и гостиницу, в результате чего погибло 13 мирных жителей.[76]
- 30 мая 1972, рейс 9570 — Douglas DC-9 (бортовой N3305L). Даллас/Форт-Уэрт, Техас, США. Потерпел крушение при выполнении посадки в аэропорту Форт-Уэрт. Вероятной причиной аварии стал турбулентный след за DC-10 авиакомпании American Airlines. Самолёт задел правым крылом землю и загорелся, погибли все 4 человека на борту.[77]
- 30 декабря 1972, рейс 954 — Convair 880. Международный аэропорт О'Хара, Чикаго, США. При пересечении полосы 27L в плохую погоду столкнулся с взлетавшим DC-9 авиакомпании North Central Airlines.[78]
- 31 июля 1973, рейс 723 — Douglas DC-9 (бортовой N975NE). Логан, Бостон, Массачусетс, США. Разбился о волнорез в условиях плохой видимости и технического дефекта самолёта. Сразу погибло 88 человек, последний выживший через 4 месяца скончался в больнице от ожогов.[79][80]
- 27 ноября 1973, рейс 516 — Douglas DC-9 (бортовой N3323L). Чаттануга, Теннесси, США. Потерпел крушение при заходе на посадку в условиях грозы, ошибка экипажа. Из 79 человек на борту выжили все.[81]
- 2 августа 1985, рейс 191 — Lockheed L-1011 (бортовой N726DA). Международный аэропорт Даллас/Форт-Уэрт, Техас, США. Самолёт следовал по маршруту Форт-Лодердейл — Даллас — Лос-Анджелес и при выполнении захода на посадку на высоте 180 метров попал в сильный сдвиг ветра с вертикальным направлением к земле. Несмотря на включенный максимальный режим двигателей, самолёт зацепил землю, пересёк автомобильное шоссе, буквально раздавив первым двигателем проезжавшую машину, и на скорости 400 км/ч врезался в водонапорную башню аэропорта. Погибли 134 из 163 находящихся на борту и 1 человек на земле. Расследование причин авиакатастрофы повлекло за собой серьёзные дополнения в программы тренировочных центров пилотов, а также изменения в прогнозировании погоды в части возможных сдвигов ветра в зонах аэропортов мира.
- 31 августа 1988, рейс 1141 — Boeing 727 (бортовой N473DA). Международный аэропорт Даллас/Форт-Уэрт, Техас, США. Самолёт следовал в Солт-Лейк-Сити и разбился при выполнении взлёта с полосы 18L из-за неверного положения закрылков, ошибка экипажа. Погибло 2 из 7 членов экипажа, и 12 из 101 пассажира на борту.
- 14 октября 1989 года, самолёт Boeing 727 Эдмонтон (Альберта, Канада) — Солт-Лейк-Сити. При выполнении парковки лайнера к гейту аэровокзала на его борту возник пожар. Из 23 человек на борту пятеро получили лёгкие ожоги. Все пассажиры и члены экипажа были благополучно эвакуированы, однако самолёт был почти полностью уничтожен огнём. Следствие установило, что причиной пожара на борту явились неполадки в аварийного системе кислородного обеспечения пассажирских мест[82].
- 6 июля 1996, рейс 1288 — MD-88 (бортовой N927DA), Пенсакола (Флорида, США). Два пассажира были убиты обломками разлетевшегося вентилятора левого двигателя. Самолёт направлялся в Атланту, экипаж успел благополучно прервать взлёт.[83]
- 5 марта 2015, рейс 1086 — MD-88 (бортовой N909DL), Ла-Гуардия, Нью-Йорк (Нью-Йорк, США). Выкатился за пределы ВПП при посадке и остановился перед обрывом. Все 132 человека на борту выжили, но 24 получили ранения. Причиной аварии стала ошибка экипажа.

### Угоны
За всю историю с самолётами Дельты было совершено более десяти попыток угона, в результате которых никто не пострадал. Ниже перечислены только те угоны, которые повлекли за собой человеческие жертвы или в результате которых самолёты были направлены в другие страны.
- В 1968 году лайнер Douglas DC-8 был угнан в Гавану, Куба. Этот инцидент был первым с 1961 года удачным угоном самолёта из США на Кубу[84] и послужил началом целой серии попыток угнать самолёты в конце 1960-х годов.
- Следующие рейсы были успешно угнаны на Кубу, в каждом случае обошлось без человеческих жертв:
  - 11 июня 1979, рейс 1061 L-1011 — Нью-Йорк (Ла Гуардиа)-Форт-Лодердейл[85]
  - 17 июля 1983, рейс 722 Boeing 727 — Майами-Тампа[86]
  - 18 августа 1983, рейс 784 Boeing 727 — Майами-Тампа[87]
  - 28 марта 1984, рейс 357 Boeing 727 — Новый Орлеан-Даллас[88]
- 31 июля 1972 года рейс 831 — Детройт-Майами, выполнявшийся на DC-8 был захвачен восемью угонщиками в Алжир. Самолёт посадили в Бостоне и взяли на борт штурмана международных маршрутов, предварительно заставив его раздеться до рубашки и плавок. После прибытия в Алжир самолёту с пассажирами разрешили вернуться в США с промежуточной посадкой для дозаправки в Барселоне.[89][90]
- 22 февраля 1974 года безработный продавец автомобильных шин Сэмюэль Бик (англ. Samuel Byck) из Пенсильвании захватил DC-9, готовившийся вылететь в Атланту, на стоянке аэропорта Балтимора. Бик потребовал от экипажа взлететь и направить самолёт на Белый дом. Получив отказ, Бик расстрелял пилотов и приказал первой попавшейся пассажирке поднять самолёт в воздух. Был ликвидирован в результате проведённой операции службой безопасности аэропорта.[91][92]
- 23 августа 1980 года был угнан L-1011, следовавший из Сан-Хуана в Лос-Анджелес. После приземления на Кубе угонщик был заключен в тюрьму местными властями, никто из пассажиров и членов экипажа не пострадал.[93]
- 13 сентября 1980 года самолёт, следовавший по маршруту Новый Орлеан-Атланта, был захвачен двумя угонщиками и был вынужден лететь на Кубу. После приземления в аэропорту Гаваны оба угонщика были арестованы.[94]